# Les Heures dolentes
Les Heures dolentes est une œuvre pour piano de Gabriel Dupont, composée de 1903 à 1905. L'œuvre fut créée par Maurice Dumesnil, le 19 décembre 1906 à la Salle de la Société des agriculteurs de France à Paris. Sa durée d'exécution est environ d'une heure.

## Structure de l'œuvre
Le cycle se compose de quatorze parties :
1. Épigraphe
2. Le soir tombe dans la chambre
3. Du soleil au jardin
4. Chanson de la pluie
5. Après-midi de dimanche
6. Le médecin
7. Une amie est venue avec des fleurs
8. La chanson du vent
9. Au coin du feu
10. Coquetteries
11. La mort rôde
12. Des enfants jouent dans le jardin
13. Nuit blanche - Hallucinations
14. Calme

## Commentaire
Vaste cycle pianistique sur le thème d'une personne malade alitée dans sa chambre, et observant ce qui se passe autour d’elle. Débutant dans un calme relatif, le cycle monte progressivement en intensité, ponctué par des périodes de répit et de consolation (Une amie est venue avec des fleurs), ou de vie qui perdure au dehors (Des enfants jouent dans le jardin) avant la culmination à l'avant-dernier morceau (Nuit blanche - Hallucinations), et enfin le retour au calme, avec la dernière pièce qui laisse chez l'auditeur le choix entre une possible guérison, ou celui du repos ultime trouvé dans la mort.

## Discographie
- Daniel Blumenthal, piano, éditions Cybelia, 1987
- Bernard Paul-Reynier, piano, (avec La Maison dans les dunes), éditions Passavant, 2008
- Émile Naoumoff, piano, Complete Works for Solo Piano, éditions Saphir productions, 2009
- Stéphane Lemelin, piano (avec La Maison dans les dunes), éditions ATMA Classique, 2011

- Marie-Catherine Girod, piano, (avec Poème pour piano et cordes, La Maison dans les dunes et Journée de printemps), Quatuor Prazak, éditions Mirare, 2014